# سیرک با هنرمندی بریتنی اسپیرز
سیرک با هنرمندی بریتنی اسپیرز (به انگلیسی: The Circus Starring Britney Spears) که معمولاً از آن به عنوان تور سیرک یاد می‌شود، هفتمین تور کنسرت توسط خواننده آمریکایی، بریتنی اسپیرز است. این تور برای حمایت از ششمین آلبوم استودیویی وی، سیرک (۲۰۰۸) راه‌اندازی شد. شایعات مربوط به یک تور پس از آنکه اسپیرز پنجمین آلبوم استودیویی خود، خاموشی را منتشر کرد در اوایل اکتبر ۲۰۰۷ به وجود آمد، اما به دلایل نامعلوم لغو شد. این تور در دسامبر ۲۰۰۸ رسماً اعلام شد و تاریخ‌هایی برای مکان‌های آمریکایی و انگلیس مشخص شد. صحنه اجرا از سه حلقه تشکیل شده بود تا شبیه یک سیرک واقعی باشد و یک صفحه استوانه غول پیکر در بالای صحنه برای نمایش فیلم‌ها و پس زمینه‌ها قرار گرفته بود. لیست تنظیم ترانه‌ها عموماً از آلبوم‌های داخل محدوده، خاموشی و سیرک تشکیل شده‌است.
این تور با ۶۱ اجرا در آمریکای شمالی، ۲۲ اجرا در اروپا، ۱۴ اجرا در اقیانوسیه در مجموع ۹۷ اجرا داشت. در برخی از تورها که در کشور ایالات متحده برگزار می‌شود گروه پوسی‌کت دالز به عنوان مهمان در این کنسرت‌ها حضور داشتند.

## لیست ترانه‌ها
1. "سیرک"
2. "تکه‌ای از من"
3. "رادار "
4. "اوه اوه عزیزم"
5. "پسرها "
6. "اگر دنبال امی هستی"
7. "من در برابر موسیقی"
8. "هربار"
9. "نمایش عجیب"
10. "لخت شو (من برنامه ای دارم)"
11. دست‌هایم را لمس کن
12. "کاری کن"
13. "من برده تو هستم"
14. "سمی"
15. "عزیزم یک بار دیگر…"
16. "زن‌باره"

## اجراها
| تاریخ                   | شهر                        | کشور                    | محل برگزاری                       | جمعیت حاضر                    | میزان فروش بلیط         |
| دور اول — آمریکای شمالی | دور اول — آمریکای شمالی    | دور اول — آمریکای شمالی | دور اول — آمریکای شمالی           | دور اول — آمریکای شمالی       | دور اول — آمریکای شمالی |
| ----------------------- | -------------------------- | ----------------------- | --------------------------------- | ----------------------------- | ----------------------- |
| مارس ۳, ۲۰۰۹            | نیواورلئان                 | ایالات متحده آمریکا     | سنتر کینگ اسموتی                  | ۱۶٬۸۱۰ / ۱۶٬۸۱۰               | $۱٬۶۰۴٬۸۱۵              |
| مارس ۵, ۲۰۰۹            | آتلانتا                    | ایالات متحده آمریکا     | فیلیپس آرنا                       | ۱۷٬۱۹۴ / ۱۷٬۱۹۴               | $۱٬۶۹۵٬۴۴۹              |
| مارس ۷, ۲۰۰۹            | میامی                      | ایالات متحده آمریکا     | امریکن ایرلاینز آرینا             | ۱۸٬۶۴۴ / ۱۸٬۶۴۴               | $۱٬۹۷۲٬۹۲۸              |
| مارس ۸, ۲۰۰۹            | تمپا، فلوریدا              | ایالات متحده آمریکا     | St. Pete Times Forum              | ۱۸٬۹۲۹ / ۱۸٬۹۲۹               | $۱٬۸۱۸٬۰۱۱              |
| مارس ۱۱, ۲۰۰۹           | یونیوندایل (نیویورک)       | ایالات متحده آمریکا     | Nassau Veterans Memorial Coliseum | 33,549 / 33,549               | $3,623,790              |
| مارس ۱۳, ۲۰۰۹           | نیوآرک، نیوجرسی            | ایالات متحده آمریکا     | Prudential Center                 | ۳۳٬۵۳۵ / ۳۳٬۵۳۵               | $۳٬۸۶۵٬۰۰۵              |
| مارس ۱۴, ۲۰۰۹           | نیوآرک، نیوجرسی            | ایالات متحده آمریکا     | Prudential Center                 | ۳۳٬۵۳۵ / ۳۳٬۵۳۵               | $۳٬۸۶۵٬۰۰۵              |
| مارس ۱۶, ۲۰۰۹           | بوستون                     | ایالات متحده آمریکا     | تی‌دی گاردن                        | ۱۵٬۶۵۹ / ۱۵٬۶۵۹               | $۱٬۹۰۹٬۲۳۵              |
| مارس ۱۸, ۲۰۰۹           | تورنتو                     | کانادا                  | ایر کانادا سنتر                   | ۳۷٬۹۱۲ / ۳۷٬۹۱۲               | $۳٬۷۱۴٬۳۱۶              |
| مارس ۱۹, ۲۰۰۹           | تورنتو                     | کانادا                  | ایر کانادا سنتر                   | ۳۷٬۹۱۲ / ۳۷٬۹۱۲               | $۳٬۷۱۴٬۳۱۶              |
| مارس ۲۰, ۲۰۰۹           | مونترآل                    | کانادا                  | Bell Centre                       | ۲۱٬۲۳۴ / ۲۱٬۲۳۴               | $۱٬۹۱۱٬۷۳۳              |
| مارس ۲۳, ۲۰۰۹           | Uniondale                  | ایالات متحده            | Nassau Veterans Memorial Coliseum | [ الف ]                       | [ الف ]                 |
| مارس ۲۴, ۲۰۰۹           | واشینگتن، دی.سی.           | ایالات متحده            | کپیتال وان آرنا                   | ۱۸٬۱۶۰ / ۱۸٬۱۶۰               | $۱٬۸۵۹٬۱۴۷              |
| مارس ۲۷, ۲۰۰۹           | پیتسبرگ                    | ایالات متحده            | Mellon Arena                      | ۱۶٬۱۴۶ / ۱۶٬۱۴۶               | $۱٬۵۵۳٬۹۴۴              |
| مارس ۳۰, ۲۰۰۹           | هیوستون                    | ایالات متحده            | تویوتا سنتر                       | ۱۶٬۶۰۴ / ۱۶٬۶۰۴               | $۱٬۷۴۹٬۷۰۴              |
| مارس ۳۱, ۲۰۰۹           | دالاس                      | ایالات متحده            | امریکن ایرلاینز سنتر              | ۱۷٬۸۶۹ / ۱۷٬۸۶۹               | $۱٬۸۳۰٬۹۲۳              |
| آوریل ۲, ۲۰۰۹           | کانزاس‌سیتی، میزوری         | ایالات متحده            | اسپرینت سنتر                      | ۱۶٬۸۷۲ / ۱۶٬۸۷۲               | $۱٬۵۶۷٬۴۸۶              |
| آوریل ۳, ۲۰۰۹           | مینیاپولیس                 | ایالات متحده            | تارگت سنتر                        | ۱۷٬۶۹۴ / ۱۷٬۶۹۴               | $۱٬۴۲۰٬۰۳۲              |
| آوریل ۶, ۲۰۰۹           | ادمونتون                   | کانادا                  | Rexall Place                      | ۱۷٬۱۰۹ / ۱۷٬۱۰۹               | $۱٬۴۲۲٬۲۲۰              |
| آوریل ۸, ۲۰۰۹           | ونکوور                     | کانادا                  | General Motors Place              | ۱۸٬۰۴۰ / ۱۸٬۰۴۰               | $۱٬۵۵۲٬۱۳۲              |
| آوریل ۹, ۲۰۰۹           | تاکوما، واشینگتن           | ایالات متحده            | گنبد تاکوما                       | ۲۱٬۸۲۸ / ۲۱٬۸۲۸               | $۱٬۶۹۴٬۴۱۰              |
| آوریل ۱۱, ۲۰۰۹          | ساکرامنتو، کالیفرنیا       | ایالات متحده            | ARCO Arena                        | ۱۵٬۹۷۵ / ۱۵٬۹۷۵               | $۱٬۲۹۳٬۳۲۳              |
| آوریل ۱۲, ۲۰۰۹          | سن خوزه، کالیفرنیا         | ایالات متحده            | HP Pavilion                       | ۱۷٬۸۶۹ / ۱۷٬۸۶۹               | $۱٬۸۳۴٬۳۵۲              |
| آوریل ۱۴, ۲۰۰۹          | سالت‌لیک‌سیتی                | ایالات متحده            | ویوینت اسمارت هوم آرنا            | ۱۷٬۰۹۵ / ۱۷٬۰۹۵               | $۱٬۰۷۶٬۵۵۱              |
| آوریل ۱۶, ۲۰۰۹          | لس آنجلس                   | ایالات متحده            | استیپلز سنتر                      | ۳۳٬۱۴۲ / ۳۳٬۱۴۲               | $۴٬۰۶۲٬۹۵۳              |
| آوریل ۱۷, ۲۰۰۹          | لس آنجلس                   | ایالات متحده            | استیپلز سنتر                      | ۳۳٬۱۴۲ / ۳۳٬۱۴۲               | $۴٬۰۶۲٬۹۵۳              |
| آوریل ۱۹, ۲۰۰۹          | آناهایم، کالیفرنیا         | ایالات متحده            | Honda Center                      | ۳۱٬۵۸۲ / ۳۱٬۵۸۲               | $۳٬۰۸۱٬۹۶۳              |
| آوریل ۲۰, ۲۰۰۹          | آناهایم، کالیفرنیا         | ایالات متحده            | Honda Center                      | ۳۱٬۵۸۲ / ۳۱٬۵۸۲               | $۳٬۰۸۱٬۹۶۳              |
| آوریل ۲۲, ۲۰۰۹          | اوکلند، کالیفرنیا          | ایالات متحده            | اوراکل آرینا                      | ۱۷٬۶۹۴ / ۱۷٬۶۹۴               | $۱٬۳۱۰٬۲۸۵              |
| آوریل ۲۴, ۲۰۰۹          | گلندیل، آریزونا            | ایالات متحده            | Jobing.com Arena                  | ۱۷٬۰۰۵ / ۱۷٬۰۰۵               | $۱٬۷۶۹٬۰۶۳              |
| آوریل ۲۵, ۲۰۰۹          | لاس وگاس                   | ایالات متحده            | ام‌جی‌ام گرند گاردن آرنا            | ۱۵٬۷۲۸ / ۱۵٬۷۲۸               | $۲٬۴۸۲٬۳۵۲              |
| آوریل ۲۸, ۲۰۰۹          | روزمونت، ایلینوی           | ایالات متحده            | Allstate Arena                    | ۳۲٬۹۴۲ / ۳۲٬۹۴۲               | $۳٬۱۹۴٬۳۸۴              |
| آوریل ۲۹, ۲۰۰۹          | روزمونت، ایلینوی           | ایالات متحده            | Allstate Arena                    | ۳۲٬۹۴۲ / ۳۲٬۹۴۲               | $۳٬۱۹۴٬۳۸۴              |
| آوریل ۳۰, ۲۰۰۹          | کلمبوس، اوهایو             | ایالات متحده            | Value City Arena                  | ۱۷٬۲۲۱ / ۱۷٬۲۲۱               | $۱٬۴۳۴٬۳۸۳              |
| می ۲, ۲۰۰۹              | آنکازویل، کنتیکت           | ایالات متحده            | Mohegan Sun Arena                 | ۱۸٬۶۱۱ / ۱۸٬۶۱۱               | $۲٬۳۴۹٬۴۴۶              |
| می 3, 2009              | آنکازویل، کنتیکت           | ایالات متحده            | Mohegan Sun Arena                 | ۱۸٬۶۱۱ / ۱۸٬۶۱۱               | $۲٬۳۴۹٬۴۴۶              |
| می ۵, ۲۰۰۹              | مونترال                    | کانادا                  | Bell Centre                       | ۱۱٬۴۷۵ / ۱۱٬۴۷۵               | $۱٬۰۶۴٬۹۲۵              |
| دور دوم — اروپا         |                            |                         |                                   |                               |                         |
| ژوئن ۳, ۲۰۰۹            | لندن                       | انگلستان                | ورزشگاه او۲ آرنا لندن             | ۱۳۹٬۷۷۸ / ۱۳۹٬۷۷۸             | $۹٬۹۵۹٬۳۰۶              |
| ژوئن ۴, ۲۰۰۹            | لندن                       | انگلستان                | ورزشگاه او۲ آرنا لندن             | ۱۳۹٬۷۷۸ / ۱۳۹٬۷۷۸             | $۹٬۹۵۹٬۳۰۶              |
| ژوئن ۶, ۲۰۰۹            | لندن                       | انگلستان                | ورزشگاه او۲ آرنا لندن             | ۱۳۹٬۷۷۸ / ۱۳۹٬۷۷۸             | $۹٬۹۵۹٬۳۰۶              |
| ژوئن ۷, ۲۰۰۹            | لندن                       | انگلستان                | ورزشگاه او۲ آرنا لندن             | ۱۳۹٬۷۷۸ / ۱۳۹٬۷۷۸             | $۹٬۹۵۹٬۳۰۶              |
| ژوئن ۱۰, ۲۰۰۹           | لندن                       | انگلستان                | ورزشگاه او۲ آرنا لندن             | ۱۳۹٬۷۷۸ / ۱۳۹٬۷۷۸             | $۹٬۹۵۹٬۳۰۶              |
| ژوئن ۱۱, ۲۰۰۹           | لندن                       | انگلستان                | ورزشگاه او۲ آرنا لندن             | ۱۳۹٬۷۷۸ / ۱۳۹٬۷۷۸             | $۹٬۹۵۹٬۳۰۶              |
| ژوئن ۱۳, ۲۰۰۹           | لندن                       | انگلستان                | ورزشگاه او۲ آرنا لندن             | ۱۳۹٬۷۷۸ / ۱۳۹٬۷۷۸             | $۹٬۹۵۹٬۳۰۶              |
| ژوئن ۱۴, ۲۰۰۹           | لندن                       | انگلستان                | ورزشگاه او۲ آرنا لندن             | ۱۳۹٬۷۷۸ / ۱۳۹٬۷۷۸             | $۹٬۹۵۹٬۳۰۶              |
| ژوئن ۱۷, ۲۰۰۹           | منچستر                     | انگلستان                | منچستر آرنا                       | —                             | —                       |
| ژوئن ۱۹, ۲۰۰۹           | دوبلین                     | ایرلند                  | The O2                            | —                             | —                       |
| ژوئن ۲۰, ۲۰۰۹           | دوبلین                     | ایرلند                  | The O2                            | —                             | —                       |
| ژوئیه ۴, ۲۰۰۹           | پاریس                      | فرانسه                  | Palais Omnisports de Paris-Bercy  | —                             | —                       |
| ژوئیه ۵, ۲۰۰۹           | پاریس                      | فرانسه                  | Palais Omnisports de Paris-Bercy  | —                             | —                       |
| ژوئیه ۶, ۲۰۰۹           | پاریس                      | فرانسه                  | Palais Omnisports de Paris-Bercy  | —                             | —                       |
| ژوئیه ۹, ۲۰۰۹           | آنتورپ                     | بلژیک                   | Sportpaleis                       | —                             | —                       |
| ژوئیه ۱۱, ۲۰۰۹          | کپنهاگ                     | دانمارک                 | ورزشگاه پارکن                     | —                             | —                       |
| ژوئیه ۱۳, ۲۰۰۹          | استکهلم                    | سوئد                    | اریکسون گلوب                      | —                             | —                       |
| ژوئیه ۱۴, ۲۰۰۹          | استکهلم                    | سوئد                    | اریکسون گلوب                      | —                             | —                       |
| ژوئیه ۱۶, ۲۰۰۹          | هلسینکی                    | فنلاند                  | Hartwall Arena                    | —                             | —                       |
| ژوئیه ۱۹, ۲۰۰۹          | سن پترزبورگ                | روسیه                   | Ice Palace                        | —                             | —                       |
| ژوئیه ۲۱, ۲۰۰۹          | مسکو                       | روسیه                   | Olimpiyskiy                       | —                             | —                       |
| ژوئیه ۲۶, ۲۰۰۹          | برلین                      | آلمان                   | O2 World                          | —                             | —                       |
| دور سوم — آمریکای شمالی |                            |                         |                                   |                               |                         |
| اوت ۲۰, ۲۰۰۹            | همیلتون، انتاریو           | Canada                  | Copps Coliseum                    | ۱۶٬۶۲۹ / ۱۶٬۶۲۹               | $۹۴۳٬۸۵۲                |
| اوت ۲۱, ۲۰۰۹            | اتاوا                      | Canada                  | Scotiabank Place                  | ۱۵٬۸۸۳ / ۱۵٬۸۸۳               | $۱٬۰۷۱٬۲۲۹              |
| اوت ۲۴, ۲۰۰۹            | نیویورک                    | United States           | مدیسن اسکوئر گاردن                | ۵۳٬۳۵۶ / ۵۳٬۳۵۶               | $۳٬۸۱۴٬۰۸۹              |
| اوت ۲۵, ۲۰۰۹            | نیویورک                    | United States           | مدیسن اسکوئر گاردن                | ۵۳٬۳۵۶ / ۵۳٬۳۵۶               | $۳٬۸۱۴٬۰۸۹              |
| اوت ۲۶, ۲۰۰۹            | نیویورک                    | United States           | مدیسن اسکوئر گاردن                | ۵۳٬۳۵۶ / ۵۳٬۳۵۶               | $۳٬۸۱۴٬۰۸۹              |
| اوت ۲۹, ۲۰۰۹            | Boston                     | United States           | TD Banknorth Garden               | ۱۵٬۳۳۰ / ۱۵٬۳۳۰               | $۱٬۰۳۶٬۴۵۷              |
| اوت ۳۰, ۲۰۰۹            | فیلادلفیا                  | United States           | ولز فارگو سنتر (فیلادلفیا)        | ۱۷٬۶۴۱ / ۱۷٬۶۴۱               | $۱٬۱۶۵٬۷۲۵              |
| سپتامبر ۱, ۲۰۰۹         | اورلندو، فلوریدا           | United States           | Amway Arena                       | ۱۶٬۴۰۸ / ۱۶٬۴۰۸               | $۶۸۷٬۴۳۷                |
| سپتامبر ۲, ۲۰۰۹         | میامی                      | United States           | American Airlines Arena           | ۱۴٬۵۰۲ / ۱۴٬۵۰۲               | $۸۷۳٬۰۹۹                |
| سپتامبر ۴, ۲۰۰۹         | آتلانتا                    | United States           | Philips Arena                     | ۱۱٬۹۰۰ / ۱۱٬۹۰۰               | $۶۵۵٬۵۰۷                |
| سپتامبر ۵, ۲۰۰۹         | گرینزبورو، کارولینای شمالی | United States           | Greensboro Coliseum               | ۱۰٬۸۱۳ / ۱۰٬۸۱۳               | $۵۵۹٬۸۶۲                |
| سپتامبر ۸, ۲۰۰۹         | آوبرن‌هیلز، میشیگان         | United States           | The Palace of Auburn Hills        | ۱۲٬۵۷۲ / ۱۲٬۵۷۲               | $۹۳۵٬۷۷۲                |
| سپتامبر ۹, ۲۰۰۹         | Rosemont                   | United States           | Allstate Arena                    | ۱۵٬۶۹۵ / ۱۵٬۶۹۵               | $۷۲۲٬۶۱۸                |
| سپتامبر ۱۱, ۲۰۰۹        | دموین، آیووا               | United States           | Wells Fargo Arena                 | ۱۰٬۳۹۷ / ۱۰٬۳۹۷               | $۵۲۵٬۴۷۹                |
| سپتامبر ۱۲, ۲۰۰۹        | گرند فرک، داکوتای شمالی    | United States           | Alerus Center                     | ۱۲٬۷۱۳ / ۱۲٬۷۱۳               | $۸۴۹٬۹۸۳                |
| سپتامبر ۱۵, ۲۰۰۹        | تالسا، اکلاهما             | United States           | BOK Center                        | ۱۶٬۹۳۰ / ۱۶٬۹۳۰               | $۷۹۴٬۵۹۶                |
| سپتامبر ۱۶, ۲۰۰۹        | هیوستن                     | United States           | Toyota Center                     | ۱۱٬۳۴۷ / ۱۱٬۳۴۷               | $۷۳۸٬۶۵۶                |
| سپتامبر ۱۸, ۲۰۰۹        | Dallas                     | United States           | American Airlines Center          | ۱۳٬۴۷۱ / ۱۳٬۴۷۱               | $۱٬۰۹۸٬۹۴۰              |
| سپتامبر ۱۹, ۲۰۰۹        | بووژر، لوئیزیانا           | United States           | CenturyTel Center                 | ۱۰٬۲۴۰ / ۱۰٬۲۴۰               | $۶۱۰٬۸۱۸                |
| سپتامبر ۲۱, ۲۰۰۹        | ال‌پاسو، تگزاس              | United States           | Don Haskins Center                | ۱۱٬۵۳۱ / ۱۱٬۵۳۱               | $۹۲۸٬۹۰۷                |
| سپتامبر ۲۳, ۲۰۰۹        | لس آنجلس                   | United States           | Staples Center                    | ۱۵٬۳۰۶ / ۱۵٬۳۰۶               | $۱٬۱۶۲٬۶۴۶              |
| سپتامبر ۲۴, ۲۰۰۹        | سن دیگو                    | United States           | San Diego Sports Arena            | ۱۱٬۸۴۵ / ۱۱٬۸۴۵               | $۶۰۸٬۳۰۰                |
| سپتامبر ۲۶, ۲۰۰۹        | لاس وگاس                   | United States           | مرکز مندلی بی                     | ۱۸٬۷۹۹ / ۱۸٬۷۹۹               | $۱٬۷۱۲٬۸۵۸              |
| سپتامبر ۲۷, ۲۰۰۹        | لاس وگاس                   | United States           | مرکز مندلی بی                     | ۱۸٬۷۹۹ / ۱۸٬۷۹۹               | $۱٬۷۱۲٬۸۵۸              |
| دور چهارم — استرالیا    |                            |                         |                                   |                               |                         |
| نوامبر ۶, ۲۰۰۹          | پرت (استرالیا)             | استرالیا                | Burswood Dome                     | —                             | —                       |
| نوامبر ۷, ۲۰۰۹          | پرت (استرالیا)             | استرالیا                | Burswood Dome                     | —                             | —                       |
| نوامبر ۱۱, ۲۰۰۹         | ملبورن                     | استرالیا                | راد لیور آرنا                     | —                             | —                       |
| نوامبر ۱۲, ۲۰۰۹         | ملبورن                     | استرالیا                | راد لیور آرنا                     | —                             | —                       |
| نوامبر ۱۳, ۲۰۰۹         | ملبورن                     | استرالیا                | راد لیور آرنا                     | —                             | —                       |
| نوامبر ۱۶, ۲۰۰۹         | سیدنی                      | استرالیا                | Acer Arena                        | ۶۶٬۲۴۷ / ۶۹٬۶۴۰               | $۹٬۰۸۵٬۸۲۲              |
| نوامبر ۱۷, ۲۰۰۹         | سیدنی                      | استرالیا                | Acer Arena                        | ۶۶٬۲۴۷ / ۶۹٬۶۴۰               | $۹٬۰۸۵٬۸۲۲              |
| نوامبر ۱۹, ۲۰۰۹         | سیدنی                      | استرالیا                | Acer Arena                        | ۶۶٬۲۴۷ / ۶۹٬۶۴۰               | $۹٬۰۸۵٬۸۲۲              |
| نوامبر ۲۰, ۲۰۰۹         | سیدنی                      | استرالیا                | Acer Arena                        | ۶۶٬۲۴۷ / ۶۹٬۶۴۰               | $۹٬۰۸۵٬۸۲۲              |
| نوامبر ۲۲, ۲۰۰۹         | بریزبن                     | استرالیا                | Brisbane Entertainment Centre     | ۲۹٬۴۵۷ / ۳۹٬۸۷۶               | $۴٬۰۵۳٬۷۷۰              |
| نوامبر ۲۴, ۲۰۰۹         | بریزبن                     | استرالیا                | Brisbane Entertainment Centre     | ۲۹٬۴۵۷ / ۳۹٬۸۷۶               | $۴٬۰۵۳٬۷۷۰              |
| نوامبر ۲۵, ۲۰۰۹         | بریزبن                     | استرالیا                | Brisbane Entertainment Centre     | ۲۹٬۴۵۷ / ۳۹٬۸۷۶               | $۴٬۰۵۳٬۷۷۰              |
| نوامبر ۲۷, ۲۰۰۹         | ملبورن                     | استرالیا                | Rod Laver Arena                   | —                             | —                       |
| نوامبر ۲۹, ۲۰۰۹         | آدلاید                     | استرالیا                | Adelaide Entertainment Centre     | —                             | —                       |
| Total                   | Total                      | Total                   | Total                             | ۱٬۴۴۳٬۰۳۱ / ۱٬۴۶۴٬۹۶۳ (۹۸٫۱٪) | $۱۳۱٬۷۶۶٬۰۹۵            |